# Маканчинский район

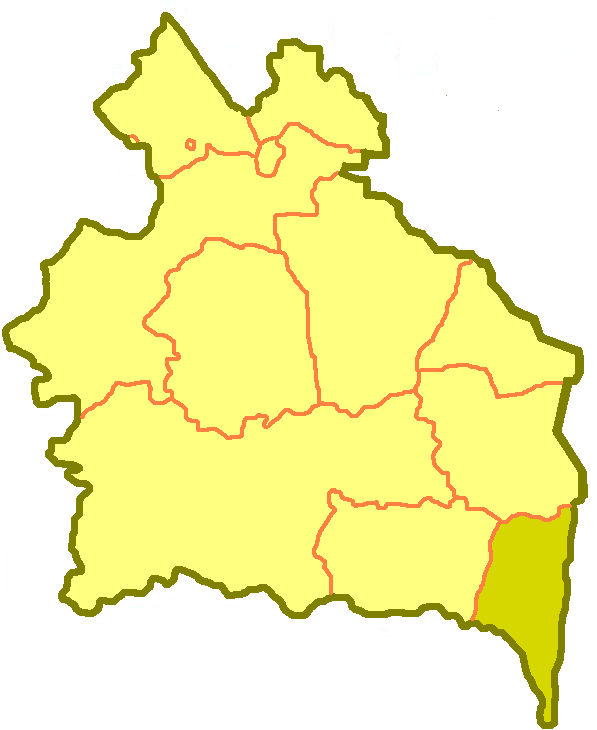
Маканчинський регион, Казахстан на карте

Маканчинский район (каз. Мақаншы ауданы) — административно-территориальная единица в составе Абайской области. Административный центр — село Маканчи.

## География
Район расположен в  юго-восточной части Абайской области у южного предгорья хребта Тарбагатай в 560-ти км от города Семей. Ближайшая железнодорожная станции Аягуз (220 км) и Жаланашколь (Достык), находящееся в 135-ти км. Через Маканчи проходит автомобильная трасса  республиканского значения А356, которая заканчивается в селе Бахты на казахстанско-китайской границе.
Маканчи один из самых больших населенных пунктов Абайской области, а также это центр целого географического и исторического края Восточного Казахстана. Этот край расположен  между озерами Алаколь и Сасыкколь на юге, хребтом Тарбагатай на севере и казахстанско-китайской границей на востоке, пересекающей предгорья хребта Джунгарский Алатау на юго-востоке. На юге района расположена часть Алакольского заповедника.

## История
Маканчинский район был образован в 1928 году в составе Семипалатинского округа. В 1930 году он был упразднён.
Вторично Маканчинский район был образован 9 января 1935 года в составе Алма-Атинской области.
14 октября 1939 года Маканчинский район был включён в состав Семипалатинской области. К 15 марта 1940 года в его состав входили Акчукинский, Бахтинский, Благодарненский, Жарбулакский, Каратальский, Каргалинский, Кировский, Коктальский, Маканчинский, Петровский и Подгорненский с/с.
В 1954 году Коктальский с/с был присоединён к Петровскому, Подгорненский — к Акчукинскому. Упразднён Каргалинский, Каратальский и Жарбулакский с/с.
В 1957 году образован Карабутинский п/с.
В 1959 году Акчукинский с/с был присоединён к Бахтинскому. Образован Жарбулакский с/с.
2 января 1963 года Маканчинский район был упразднён, а его территория передана в Урджарский район.
14 мая 1969 года Маканчинский район был восстановлен. В его состав вошли Бахтинский, Благодарненский, Жарбулакский, Кировский, Маканчинский и Петровский с/с Урджарского района.
В 1974 году образован Карабулакский с/с, в 1975 — Акшокинский, в 1983 — Каратальский, в 1986 — Коктальский.
В 1991 году Петровский с/с был переименован в Коктерекский.
В 1993 году Жарбулакский с/с был переименован в Кабанбайский, Кировский — в Каратуминский.
3 мая 1997 года в связи с ликвидацией Семипалатинской области Маканчинский район был передан в Восточно-Казахстанскую область.
23 мая 1997 года Маканчинский район был упразднён, а его территория передана в Урджарский район.
17 июня 2023 года Токаев, выступая на Национальном курултае, отметил, что принял решение о восстановлении Маканчинского района.
1 января 2024 года Маканчинский район был восстановлен.